# Salice Salentino
Salice Salentino község (comune) Olaszország Puglia régiójában, Lecce megyében.

## Fekvése
A Salentói-félsziget déli részén fekszik, Leccétől nyugatra. Az igen magas, 4-es szeizmikus kategóriába sorolták.

## Története
Az első dokumentum, amely Salice néven említi, 1102-ből, Ruggero il Normanno Puglia hercegétől származik. 1294-ben, megnövekedett lélekszáma folytán Pandolfo bárósága lett.
1394-ben itt alapította meg a Király Háza nevű rezidenciáját Raimondo Orsini Del Balzo tarantói herceg. Őt fia, Giovanni Antonio őrgróf követte. Nevét a vidéken gyakori fűzfáról kapta (olaszul salice). A Del Balzók után, 1485-től a Zurlo, majd 1569-től az Albricci család szerezte meg. Antonio őrgróf itt építtette meg, a régi templom mellett a Kis Testvérek kolostorát. Majd a 17. századtól az Enriquezek, Squinzano hercegei birtokolták. Nehéz időszak volt ez a városka számára; a spanyolok magas adói ellen többször is felkelt Salice népe. Gabriele Agostino első ízben 1662. július 2-án tartotta meg az azóta is búcsúnapnak számító Mária vizitációját (1963 óta Sarlós Boldogasszony). 1749–1845 között a Filomariniak, Cutrofiano hercegei és a Capocelliek birtokolták, azután vált önálló településsé.

### Családi címerei

Enriquez
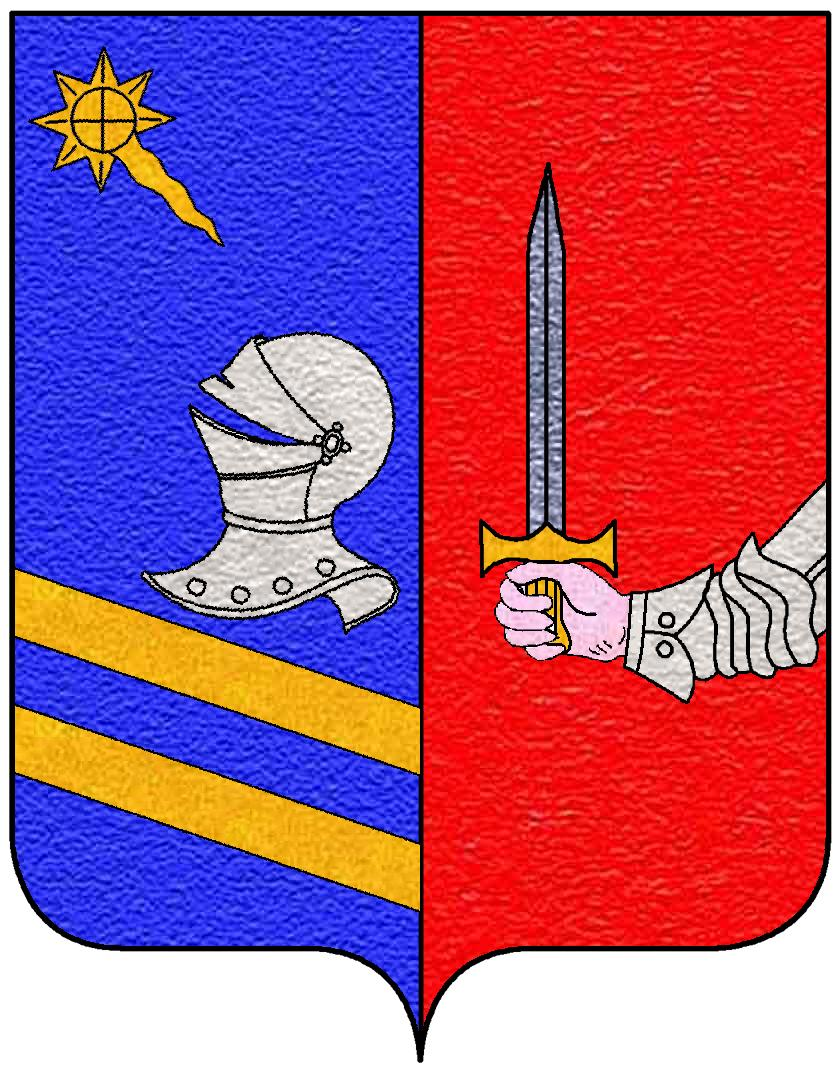
Capocelli

## Főbb látnivalói

### Egyházi műemlékek
- Santa Maria Assunta-templom - 17. századi barokk stílusú templom
- Kis Testvérek kolostora és Vizitáció temploma- 16. század
- Madonna del Latte-templom - 16. századi kicsiny templom
- Keresztelő Szent János és Szent Filoména-kápolna - 11. század
- Szeplőtelen fogantatás kápolna
- Szűz Mária-kápolna
- Munkás Szent József-templom 1977-ben fölszentelve

### Világi műemlék
- A Király Háza maradványai - 14. század

## Közlekedés
A településnek vasútállomása van.

## Képgaléria

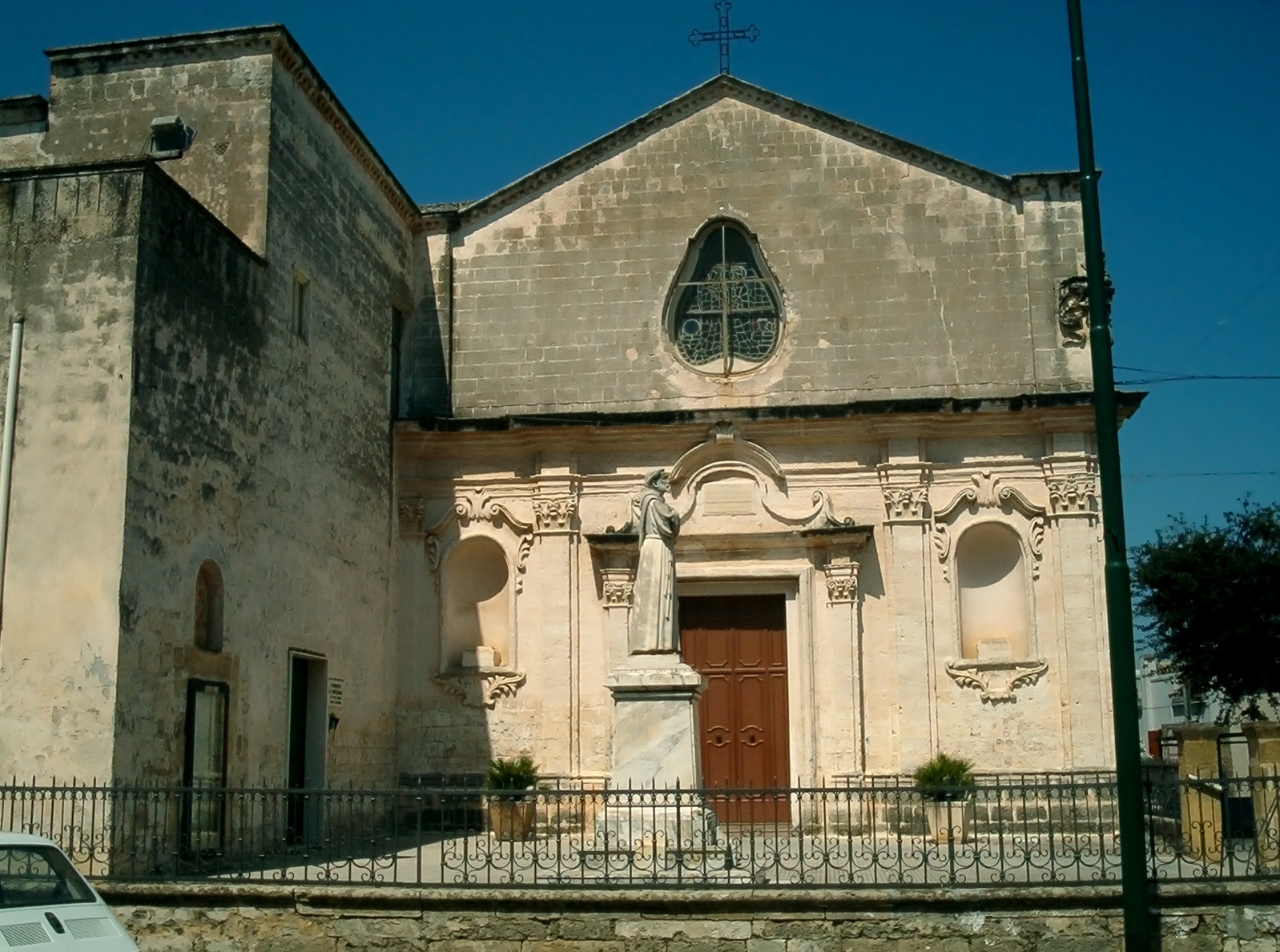
A Kis Testvérek-kolostor és Vizitáció-templom
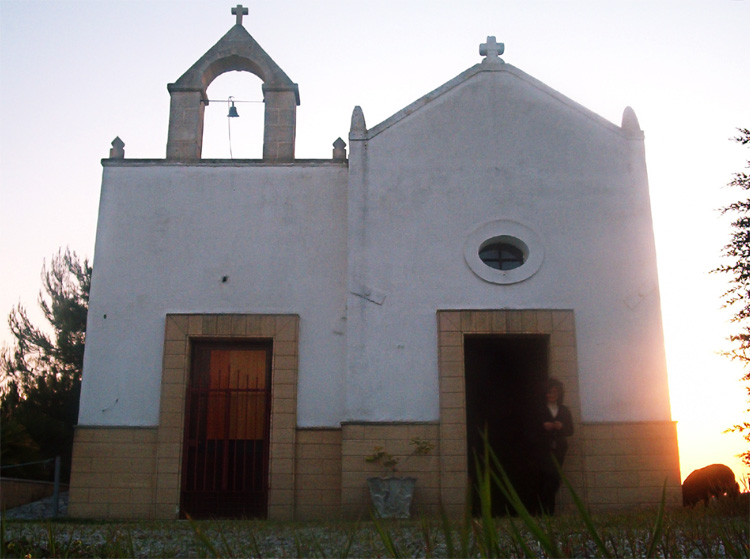
A Madonna del Latte-templom
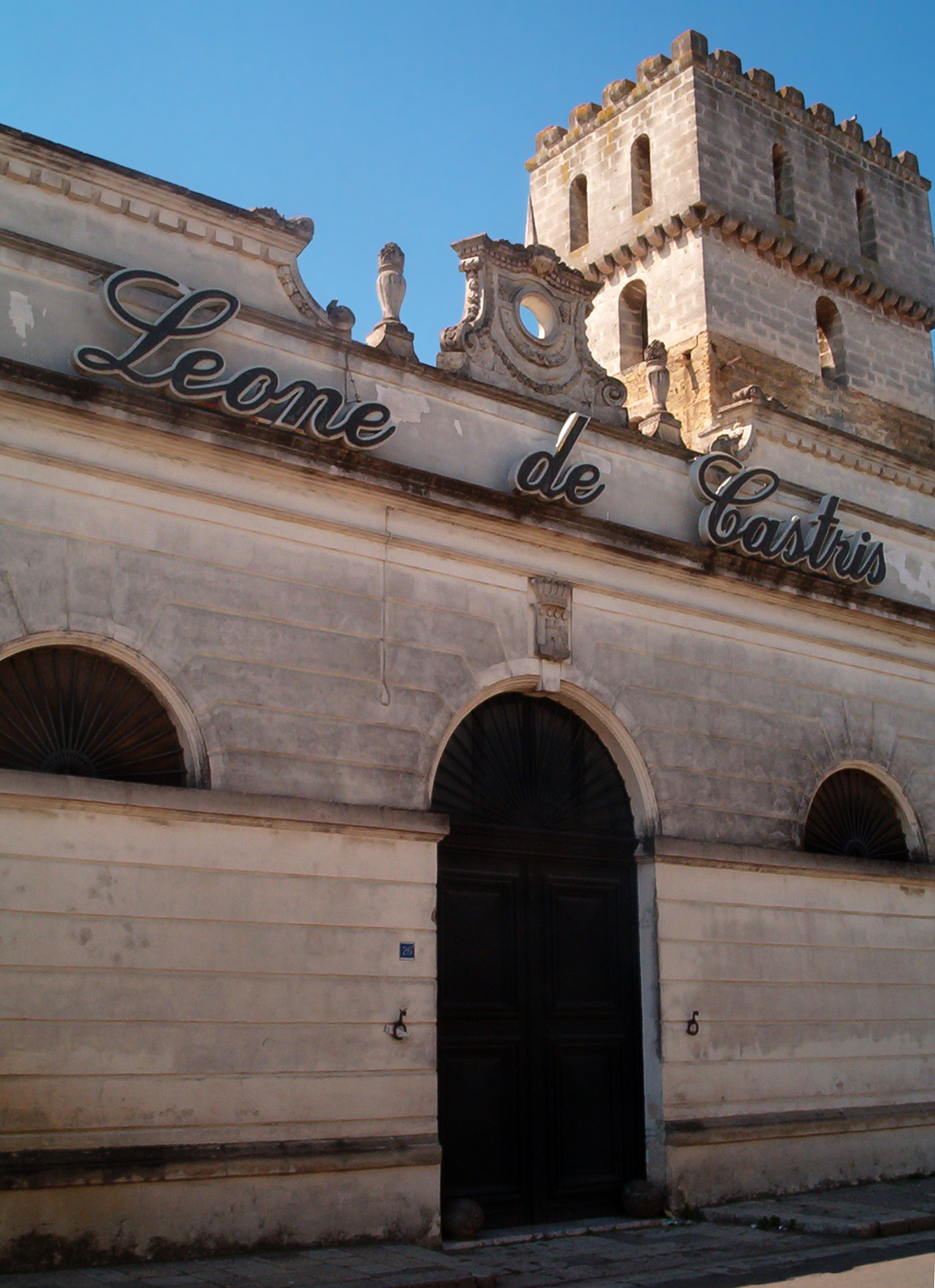
A Király Háza, ma a Leone de Castris szőlő- és borcég székhelye
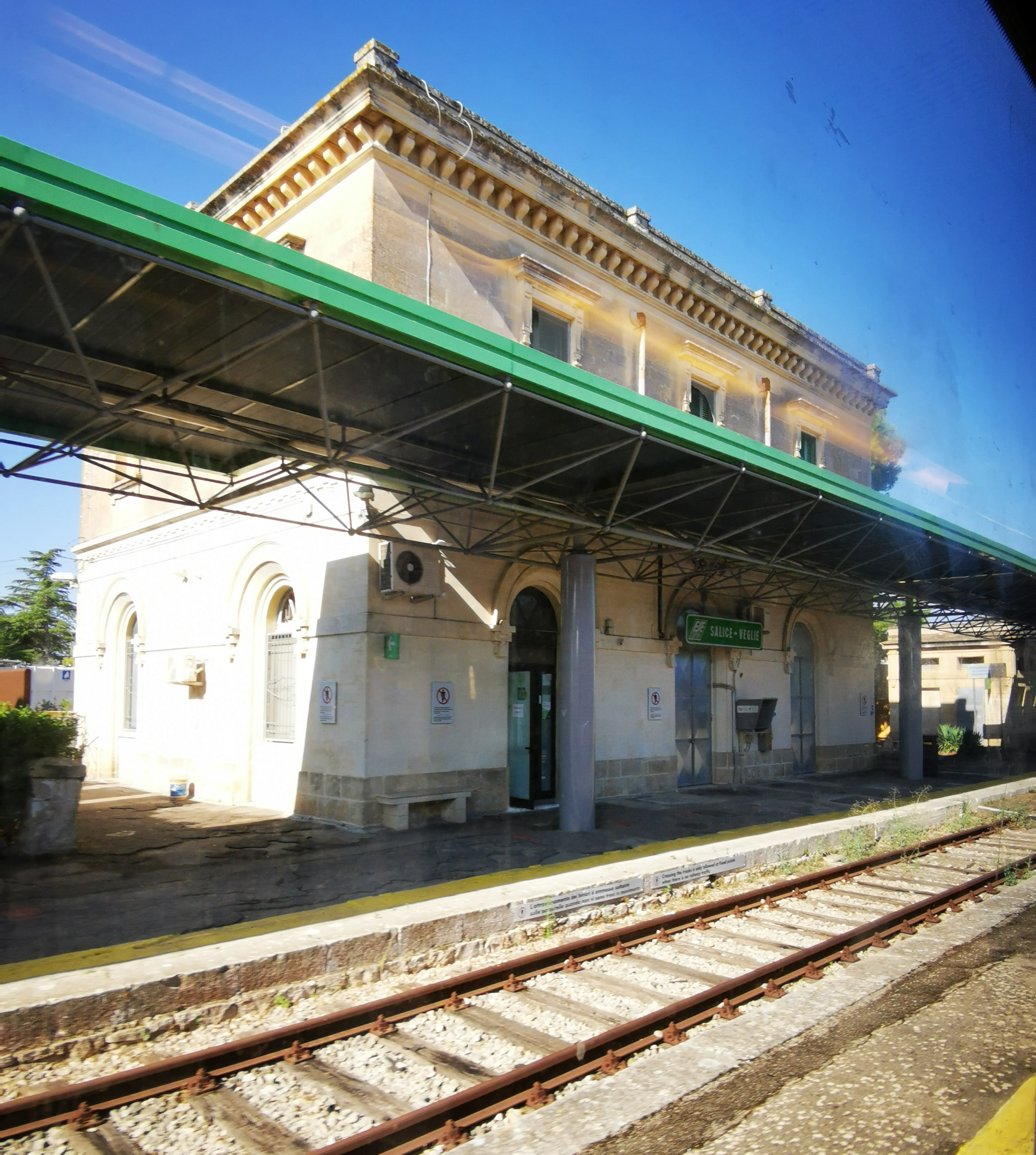
Az állomás

## Népessége
A népesség számának alakulása: